# Aerva
Aerva é um género botânico pertencente à família Amaranthaceae.

## Espécies
- Aerva javanica (Burm.f.) Juss. ex Schult.
- Aerva lanata (L.) Juss. ex Schult.
- Aerva microphylla Moq.
- Aerva persica (Burm.f.) Merr.
- Aerva revoluta Balf.f.
- Aerva sanguinolenta (L.) Blume
- Lista completa